# Currie
Currie je priimek več oseb:
- Douglas Henry Currie, britanski general
- Gregory Currie, avstralski filozof
- John Cecil Currie, britanski general